# Joëlle Ursull
Cet article possède un paronyme, voir Ursule.
 (août 2024).
La mise en forme du texte ne suit pas les recommandations de Wikipédia : il faut le « wikifier ».
Les points d'amélioration suivants sont les cas les plus fréquents. Le détail des points à revoir est peut-être précisé sur la page de discussion.
- Les titres sont pré-formatés par le logiciel. Ils ne sont ni en capitales, ni en gras.
- Le texte ne doit pas être écrit en capitales (les noms de famille non plus), ni en gras, ni en italique, ni en « petit »…
- Le gras n'est utilisé que pour surligner le titre de l'article dans l'introduction, une seule fois.
- L'italique est rarement utilisé : mots en langue étrangère, titres d'œuvres, noms de bateaux, etc.
- Les citations ne sont pas en italique mais en corps de texte normal. Elles sont entourées par des guillemets français : « et ».
- Les listes à puces sont à éviter, des paragraphes rédigés étant largement préférés. Les tableaux sont à réserver à la présentation de données structurées (résultats, etc.).
- Les appels de note de bas de page (petits chiffres en exposant, introduits par l'outil «  Source ») sont à placer entre la fin de phrase et le point final[comme ça].
- Les liens internes (vers d'autres articles de Wikipédia) sont à choisir avec parcimonie. Créez des liens vers des articles approfondissant le sujet. Les termes génériques sans rapport avec le sujet sont à éviter, ainsi que les répétitions de liens vers un même terme.
- Les liens externes sont à placer uniquement dans une section « Liens externes », à la fin de l'article. Ces liens sont à choisir avec parcimonie suivant les règles définies. Si un lien sert de source à l'article, son insertion dans le texte est à faire par les notes de bas de page.
- La présentation des références doit suivre les conventions bibliographiques. Il est recommandé d'utiliser les modèles {{Ouvrage}}, {{Chapitre}}, {{Article}}, {{Lien web}} et/ou {{Bibliographie}}. Le mode d'édition visuel peut mettre en forme automatiquement les références.
- Insérer une infobox (cadre d'informations à droite) n'est pas obligatoire pour parachever la mise en page.

Pour une aide détaillée, merci de consulter Aide:Wikification.
Si vous pensez que ces points ont été résolus, vous pouvez retirer ce bandeau et améliorer la mise en forme d'un autre article.
Joëlle Ursull, née le 9 novembre 1960 à Pointe-à-Pitre (Guadeloupe), est une chanteuse française.
Avant d'entamer une carrière solo, Joëlle Ursull faisait partie du trio féminin Zouk Machine.
Elle a représenté la France au Concours Eurovision de la chanson 1990, avec White and Black Blues, chanson écrite par Serge Gainsbourg et composée par Georges Augier de Moussac.

## Biographie

### Enfance et début de carrière
Née à Pointe-à-Pitre le 9 novembre 1960, Joëlle Ursull vit son enfance à Morne-à-l'Eau. Elle y suivra toute sa scolarité.
Joëlle Ursull est élue Miss Morne-à-l'Eau, avant de devenir Miss Guadeloupe en 1979. Elle fait un détour par la télévision dans une sitcom produite par RFO. Elle embrasse par la suite une carrière de mannequin avant d'être choriste au sein du groupe Expérience 7 puis d'intégrer le groupe Zouk Machine. Ses influences musicales sont celles de la Caraïbe : du zouk à la biguine, en passant par le reggae, le ragga, le quadrille, la salsa, le merengue et tant d'autres.

### La création de Zouk Machine
Le groupe Zouk Machine est créé par Guy Houllier et Yves Honoré. Ils font appel à Joëlle Ursull qui est une amie de la famille, Christiane Obydol qui n'est autre que la sœur de Guy Houllier et ce, sous l'œil de Lisette Obydol dite "Mama Zouk", manager du groupe à l'époque.
Joëlle est une des trois membres fondatrices du groupe aux côtés de Dominique Zorobabel, recrutée en raison de la défaillance de Tanya Saint-Val, qui débute alors l'aventure en solo. Le groupe remporte un franc succès dès la sortie de leur premier album éponyme, permettant ainsi aux chanteuses de se produire sur de nombreuses scènes et plateaux de télévision.
En 1988, Joëlle Ursull quitte le groupe pour tenter une carrière de soliste. Elle est alors remplacée par Jane Fostin.

### La carrière de soliste
En 1988, elle propose son tout premier album intitulé Miyel, s'associe alors à l'artiste le gratin du milieu Zouk (Kassav', Frédéric Caracas et Pascal Vallot).
Début 1990, Marie-France Brière, qui arrive au service divertissements d'Antenne 2, choisit Joëlle Ursull pour représenter la France au Concours Eurovision de la chanson qui a lieu en mai à Zagreb. Le 5 mai 1990, Joëlle Ursull représente la France au 35e Concours Eurovision de la chanson. Avec son timbre voilé, elle y interprète le titre White and Black Blues, écrit par Serge Gainsbourg et composé par Georges Augier de Moussac. Lors de son passage sur scène, deux danseurs se produisent autour d'elle et tapent sur des tam-tam. Au terme du vote final, elle a obtenu 132 points, se classant à la 2e place, ex æquo avec Liam Reilly, le chanteur représentant l'Irlande avec la chanson Somewhere in Europe. Joëlle a obtenu six douze points (Finlande, Islande, Norvège, Pays-Bas, Suisse et Yougoslavie). La victoire revient à l'Italien Toto Cutugno et la chanson, Insieme : 1992.
La même année, Joëlle Ursull sort son second album solo intitulé Black French.
En 1993, elle sort son troisième album Comme dans un film aux sonorités très blues.
Devenue mère, elle se consacre pendant dix ans à l'éducation de ses deux filles. Entretemps, elle prend part à de nombreux projets musicaux, signant ainsi un single en hommage aux Mères & Pères en duo avec Jacques D'Arbaud, un duo sur l'album du comique guadeloupéen Pat, un autre en 1999 avec l'artiste de reggae Djamatik.
En 2003, elle offre à ses fans de la première heure un single intitulé Babydoo.
De 2004 à 2006, elle participe à de nombreux plateaux de télévision dans les Caraïbes et à Paris.

## Discographie
Albums :
1. Zouk Machine (1986)
2. Miyel (1988)
3. Black French (1990)
4. Comme dans un film (1993)
5. White & Black Blues (2000) (compilation)

Singles :
1. Sové Lanmou (1986)
2. Zouk Machine (1987)
3. Miyel (1989)
4. White & Black Blues (1990)  no 2
5. Amazone (1990) no 27
6. Position Feeling (1991) no 50
7. Syiel Tambou (1993)
8. Babydoo (2003)

Participations :
1. "Tallulah (Escale Tropicale)"  avec Eddy La Viny (1985)
2. "Serre Moi" : duo avec Kova Rea (1992)
3. Ti bébé sur l'Album-concept Jeux de dames, réalisé par Ronald Rubinel (1994)
4. "Le monde a besoin d'amour", avec Guy Houllier, Yves Honoré, Pascal Obydol, Daniel Forestal, Diktam, et d'autres… L'album est réalisé par Joyeux de Cocotier qui crée un concept nommé le Bandagwada
5. "Merci Maman Merci Papa" : duo avec Jacques D'Arbaud (1999)
6. "Bondyé" : duo avec Pat' (1999)
7. "A chacun son Vécu" : duo avec Djamatik (1999)
8. "Tibwen Chalè" Unis-Sons Ensemble contre le sida (2004)
9. "Je sais que tu kiffes" : Duo avec Ménélik (2005)
10. "L"amour" avec Daddy Yod (2006)
11. "Ou Bèl" : album Proposition (2007)